# Avtocesta A3
Avtocesta A3 je 11,3 kilometrov dolga avtocesta, ki se odcepi od avtoceste A1 in poteka do opuščenega mejnega prehoda Fernetiči na meji z Italijo. Začne se v razcepu Gabrk pri Divači ter poteka mimo Sežane do Fernetičev, kjer se naveže na italijansko avtocestno omrežje. 
Avtocesta A3 je sestavni del evropskih poti E61 in E70.

## Zgodovina
Avtocesta je bila zgrajena v več etapah. Odsek med Divačo (razcep Gabrk) in priključkom Sežana vzhod je bil odprt leta 1995. Zadnji odsek od Fernetičev do meje skupaj z mednarodnim mejnim prehodom Fernetiči je bil odprt leta 1996. Najzahtevnejši odsek med priključkom Sežana vzhod in priključkom Sežana zahod ter Fernetiči je bil dokončan v letih 1997 in 1998.

## Značilnosti
Avtocesta A3 je zgrajena kot štiripasovna avtocesta z ločenimi smernimi vozišči in odstavnimi pasovi. Širina enega voznega pasu je 3,75 m, odstavnega 2,5 m in robni pas 0,5 m ter srednji ločilni pas 3,2 m. Avtocesta poteka mimo razdelilne transformatorske postaje Divača, naselja Povir, po zaraščenih pašnikih in kraški gmajni ter se približa Sežani na vzhodnem delu naselja oziroma v Danah.
Razcep Gabrk je zgrajen tako, da je možna v glavnih smereh hitrost 80 km/uro. Krak iz smeri Ljubljane proti Sežani ima horizontalni radij 1000 m, kar omogoča hitrost 120 km/uro. Prerez tega kraka je polovična avtocesta, širina vozišča je 10,55 m z obojestranskima bankinama. Druga os razcepa, ki predstavlja podaljšek trase avtoceste iz smeri Sežane proti Ljubljani, od nje se odcepi en krak proti Kopru, ta pa se kasneje razdeli na os proti Ljubljani in na os proti Koper–Sežana.
Odsek Sežana vzhod–Fernetiči ima enake dimenzije prečnega prereza, razen skozi predor Tabor, ki nima odstavnega pasu. Na območju mejnega prehoda je bil zgrajen tudi velik carinski terminal s parkiriščem za tovorna vozila in štiripasovno kamionsko cesto, ki je omogočala prehod državne meje po opravljenih formalnostih samo tovornim vozilom.
Na avtocesti se nahajajo razcep Gabrk ter priključki Sežana vzhod, Sežana zahod in Fernetiči. Čelna cestninska postaja Dane, ki je stala med razcepom in priključkom Sežana vzhod, je bila porušena konec leta 2018.

## Objekti
Za prehod gričevnatega grebena Tabor je bil zgrajen dvocevni predor Tabor dolžine 289 oziroma 281 m. Na avtocesti A3 je poleg omenjenega še 12 podvozov in 6 nadvozov ter izvennivojsko križanje z železnico.
Na avtocesti A3 sta dva tudi dve počivališči Povir desni in levi z bencinsko črpalko, bifejem in večjim parkiriščem in dva oskrbna centra z vso infrastrukturo na Fernetičih.

## Galerija
- Avtocesta A3 v območju oskrbnega centra Fernetiči
- Avtocesta A3 v območju počivališča Povir